# Parni valjak
Parni valjak hrvatski je pop-rock sastav. Osnovan je 1975., razilaženjem Grupe 220, a na sceni je do danas, s malom pauzom 1988. godine te četverogodišnjom pauzom od 2005. do 2009. godine. Prvu postavu tvorili su Husein Hasanefendić "Hus" (solo gitara, akustične gitare i vokal), Aki Rahimovski (vokal, klavijature), Srećko Antonioli (bubnjevi, udaraljke i prateći vokal), Zlatko Miksić "Fuma" (bas-gitara) i Jurica Pađen (solo gitara, akustične gitare i vokal). Parni valjak je jedan od "pokretača" čitavog vala rock i pop-rock sastava u Hrvatskoj i ostatku bivše Jugoslavije.

## Sastav od nastajanja do 1979. godine
Sastav osnivaju Husein Hasanefendić - Hus i Jurica Pađen zajedno s Vladimirom Mihaljekom - Mihom, koji je donedavno bio menadžer Bijelog dugmeta, pa je sastav zamišljen kao zagrebačka inačica toga tada popularnoga bosanskohercegovačkoga sastava. Sastavu se pridružuju Zlatko Miksić – Fuma (bas gitara), Aki Rahimovski (vokal) i bubnjar Srećko Antonioli. Sastav je uskoro počeo izdavati singlove, no zbog loših tekstova i navodnih krađa melodija kritika ih napada. Godine 1976. izdaju svoj prvi studijski album Dođite na show! gdje konačno pokazuju "nekakvu" kvalitetu, ali to nije dovoljno. S tog albuma se izdvajaju tek pjesme "Predstavi je kraj" i "Prevela me mala žednog preko vode". Drugi album objavljuju pod nazivom Glavom kroz zid 1977. godine, no i dalje se ne ističu previše, a s ovog albuma se ističu pjesme "Lutka za bal" i "Kravata oko vrata (buntovnik bez razloga)".
Godine 1978. Hus i Aki odlaze u vojsku, te tako sastav prestaje s djelovanjem, a tijekom te pauze napušta ih Jurica Pađen i osniva sastav Aerodrom. Po povratku iz vojske sastav nastavlja s djelovanjem i to s Branimirom Johnnyjem Štulićem, no, ta suradnja traje tek dva tjedna, nakon čega on odlazi i osniva sastav Azra. No Johnnyjev dolazak u sastav utječe na Husa, tako sljedeći albumi imaju drugačiji ukus. Valjak i Štulić ostaju u dobrim odnosima, naime, Hus Azri producira prvi singl pjesmama "Balkan" i "A šta da radim".
Godine 1979. sastavu se priključuju Ivan Piko Stančić (bubnjevi) te bivši gitarist Prljavog kazališta Zoran Cvetković. Iste godine objavljuju treću ploču pod nazivom Gradske priče. Na njoj se nalazi Johnnyjeva pjesma "Jablan", a ističu se pjesme "Ulične tuče" i "Stranica dnevnika", u kojoj je, po Husovim riječima, Aki po prvi puta zazvučao kako treba.
Nakon uspjeha te ploče, objavljuju i englesku inačicu tog albuma namijenjenu inozemstvu pod nazivom City Kids, no ta ploča ne doživljava veći uspjeh, te je danas vrlo rijetka.

## Sastav od 1980. do 1983. godine
Početkom 1980. godine Valjak se pomlađuje, te u sastav dovode 19-godišnjeg bubnjara Dražena Scholza, koji je oduševio ostale članove i basistu Dubravka Voriha iz jazz-rock sastava Obećanje proljeća. No oni u sastavu ostaju tek do početka snimanja novog albuma.
Krajem 1980. godine objavljuju album Vruće igre koji ih napokon prikazuje u punom svjetlu. Napokon se probijaju hitovima "Neda", "Javi se", "Ona je tako prokleto mlada", a Hus se odužuje Štuliću objavom pjesama "Kad Miki kaže da se boji" te "Ne udaraj me nisko". Ovim albumom su predstavili i nove članove - gitarist i saksofonist Rastko Milošev, basist Srećko Kukurić te bubnjar Paolo Sfeci.
Uspjeh prethodnog albuma Aki i Hus iskorištavaju te počinju s "rafalnim" objavljivanjem ploča. Najprije 1981. izdaju album Vrijeme je na našoj strani na kojem se nalaze hitovi "Kao ti", "Staška", "Moje dnevne paranoje" te "Djevojčice ne...", a uz Husa na ploči se kao autor potpisuje i Srećko Kukurić pjesmom "Ako želim". Godine 1982. dolazi na red prvi album uživo Koncert, a već sljedeće godine novi studijski album Glavnom ulicom u kojem se autorski iskazuju Rastko Milošev i Srećko Kukurić, a ploča se od prethodnih iskazuje uvođenjem puhačkih instrumenata.

## Sastav od 1984. do 1989. godine
Godine 1984. izdaju album Uhvati ritam, a gosti na ovom albumu su: Zoran Kraš na klavijaturama te Momčilo Bajagić - Bajaga, Dejan Cukić, a Dražen Vrdoljak kao prateći vokali. Nakon objavljivanja kompilacije "Parni valjak", 1985. godine izlazi još jedan album pod nazivom Pokreni se!. Na tom albumu su gostovali Margita Stefanović iz sastava Ekatarina Velika, Miroslav Sedak Benčić, Husov uzor i kolega iz Grupe 220 Drago Mlinarec, a Hus je otpjevao glavni vokal u pjesmi "Stojim već satima". Godine 1986. izdaju još jedan album uživo E=mc2, a s njima sviraju Zoran Cvetković te Toni Ostojić.
Godine 1987. se u sastav vraća Zoran Cvetković, te izlazi album Anđeli se dosađuju?, na kojem se pojavljuje jedan od najvećih njihovih hitova - "Jesen u meni", koji je objavljen još 1985. godine na kompilaciji Yu Rock Misije Za Milion Godina. Nakon toga slijedi vrlo uspješna turneja "Jesen u meni" a specijalno za tu turneju u sastav je pozvan klavijaturist Miroslav Barbir Mimo. S te turneje Jugoton je objavio VHS zapis pod nazivom Koncert, a koji je snimka koncerta u Domu sportova u Zagrebu 23. prosinca 1987. godine, za kojeg je tadašnji menadžer Parnog valjka Milan Škrnjug - Škrga izjavio da je najbolji koncert u karijeri Valjka. Turneja je završena u svibnju 1988. godine velikim besplatnim koncertom na Trgu bana Jelačića (tadašnji Trg Republike), na kojem je bilo gotovo sto tisuća obožavatelja. Bio je to prvi veliki koncert nekog rock sastava na Trgu, a svirali su: Husein Hasanfendić - Hus (gitare), Paolo Sfeci (bubnjevi), Felix Spiller (bas), Aki Rahimovski (vokal), Zoran Cvetković (gitare) i Miroslav Barbir - Mimo (klavijature).
Početkom svibnja 1988. godine Hus objavljuje stanku, a već nakon par mjeseci vraćaju se u obnovljenom sastavu - Zorislav Preksavec - Preksi kao basist, te bubnjar Dražen Scholz, te snimaju novi album - Sjaj u očima. Kao udarna pjesma na ovom albumu je "Moja je pjesma lagana", a tu se nalazi i obrada Mlinarčeve "Uvijek kad ostanem sam". Nakon objavljivanja ploče Zoran Cvetković odlazi u London, a njegovo mjesto zauzima saksofonist Bruno Kovačić, a u sastav dolazi i mladi klavijaturist Berislav Blažević - Bero.
Bruno Kovačić u sastav dolazi kao saksofonist, no odmah ga fascinira zvuk gitare, te mu Hus posuđuje gitaru da nauči svirati.
Prosinca 1988. godine nastupaju na "Zagreb rock forces" zajedno s Prljavim kazalištem, Jurom Stublićem i sastavom Film te Psihomodo popom. Zagreb rock forces je koncert održan u velikoj dvorani Doma sportova na kojem su nastupale tada najveće zagrebačke rock skupine, a Parni valjak je nastupao kao najpopularniji. Prvi koncert ZG rock forces održan je u veljači 1987. godine, a njemu su nastupili kao predsastav Park Avenija, Aerodrom (njihov posljednji službeni nastup), Film, Prljavo Kazalište (Jasenko Houra nakon nastupa slupao je gitaru), te kao posljednji Parni Valjak. 

## Sastav od 1990. do 1999. godine
Godine 1990. sastav izdaje album Lovci snova, koji donosi pjesme "Godine prolaze", "Suzama se vatre ne gase", "Ima dana" te "Samo san". U pjesmi "Na pola puta" Bruno je odsvirao svoj prvi "pošteni" solo.
Godine 1991. objavljuju i treći album uživo pod nazivom Svih 15 godina, a 1992. godine u sastav dolazi jedan od najboljih hrvatskih gitarista Marijan Brkić - Brk, kojeg je upravo Šolc doveo u sastav, dok Bruno odlazi na stručno usavršavanje u Ameriku.
Za vrijeme rata održavaju koncerte u inozemstvu (Njemačka, SAD, Kanada), te humanitarne koncerte.
Poslije poduže diskografske stanke objavljuju album Buđenje u kojemu se i Brk potpisuje kao autor u pjesmama "Dođi" i "Čitaj mi sa usana", a za taj album Valjak dobiva čak 7 diskografskih nagrada Porin, čime dokazuju kvalitetu. Iduću, 1995. godinu izdaju najprodavaniji hrvatski album uživo, Bez struje: Live in ZeKaeM, kojeg sviraju u Zagrebačkom kazalištu mladih, popularno zvanom ZKM, a kao gost se pojavljuje Neven Frangeš.
Iste godine povodom 20. rođendana rasprodaju i Dom sportova, a na koncertu gostuju Dražen Vrdoljak (otvara koncert), Oliver Dragojević (vokal u "Nemirno more"), Krtistina Tina Kresnik (prateći vokal), te Dado Topić (duet s Akijem u "Molitvi").
Godine 1997. izdaju album Samo snovi teku uzvodno na kojem se ističu pjesme "Dok je tebe" i "A gdje je ljubav", pjesmu "Ja još čekam" potpisu je Brk, a u pjesmi "To ni političan song" kao vokal gostuje Vlado Kreslin.
Od uspostave neovisne hrvatske države, sastav višekratno pokušava organizirati veliki koncert na glavnom zagrebačkom Trgu, no to im ne omogućavaju strukture iz tadašnjega režima. Štoviše, jedan se zastupnik hvalio kako je upravo on bio glavni inicijator zabrane koncerta.

## Sastav od 2000. do 2005. godine
Kad se mislilo da je sa sastavom sve gotovo te da je pred raspadom, Valjak 2000. godine izdaje još jedan studijski album Zastave koji je, kao i prethodni sadržavao mnoge hitove poput "Zastave", "Mijenjam se", "Zapjevaj" te "U ljubav vjerujem", a iste godine objavljuju i prvi DVD pod nazivom 25 godina. Na tom DVD-u izdaju koncert koji se održao u prepunom Domu sportova pred 15.000 ljudi. Na tom su koncertu nastupali svi bivši članovi Parnog valjka osim Rastka Miloševa - Rasa (koji je u Njemačkoj), Johnnyja Štulića (koji je u Nizozemskoj), Zlatko Miksića (koji se 1986. godine utopio u Savi), te Srećka Kukurića - Felixa (koji nije želio sudjelovati jer dugo nije svirao).
Na mjestu basista predstavljaju Zvonimira Bučevića - Buča, te izdaju još jedan album uživo Kao nekada: Live at S.C., na kojem gostuju Drago Mlinarec, Bruno Kovačić, Davor Gobac, Nina Badrić, Klapa Šufit, Neven Mijač, te Oliver Dragojević.
Godine 2004. izdaju album Pretežno sunčano?, na kojem se nalaze pjesme "Sunčanom stranom", "Dok si pored mene", te "Prazno tijelo".
Godine 2005. izdaju 2 kompilacije s najvećim hitovima - Koncentrat 1977.-1983., te Koncentrat 1984.-2005., te DVD sa snimkom koncerta iz 1995. godine u ZKM-u, Bez struje: Live in ZeKaeM.
Oproštajni koncert održavaju na Trgu Bana Josipa Jelačića (ovo je, zanimljivo, njihov tek drugi koncert na tom trgu, nakon onog u svibnju 1988. godine) na dočeku Nove 2006. godine i nakon 30 godina rada se opraštaju od vjerne publike.
Nakon oproštaja, sastav se posvećuje različitim interesima.
Hus postaje predsjednik Hrvatske glazbene unije, te piše pjesme, koje povremeno posuđuje neafirmiranim izvođačima.
Brk i Bero 2005. godine izdaju božićni album pod nazivom Božićni san, nakon kojega Brk započinje solo karijeru koja rezultira prvim solo albumom nekog hrvatskog gitarista pod nazivom Bolji svijet. Zatim se pridružuje Gibonnijevom sastavu.
Bero se nakon objavljivanja albuma zajedno s Šolcom pridružuje Akijevom sastavu s kojim 2007. godine izdaju album U vremenu izgubljenih. Nakon promocije albuma odlazi u sastav Majke, a na kraju se pridružuje Gibonnijevom sastavu.
Aki nakon raspada solo sastava odrađuje veliki koncert na otvaranju ATP Croatia Open u Umagu s mnogim gostima, te kreće na turneju po Srbiji i Bosni i Hercegovini, dok Šolc po odlasku iz sastava osniva sastav D.O.G. Kantina zajedno s Tinom Kresnik
Buč osniva Groove školu muzike u Zagrebu gdje podučava bass gitaru, te povremeno svira s raznim sastavima. Glazbeni kritičari su rekli da Parni valjak sa Šolcom i bez njega nije isti sastav po mnogima najbolji bubnjar Balkana.

## Ponovno okupljanje
Brk je često nastupao u zagrebačkom klubu Sax, a 2009. godine su mu se na pozornici pridružili Aki, Hus, Bero te Prexi. Tada je krenula priča o ponovnom okupljanju.
Krajem rujna 2009. godine najavljuje se ponovno okupljanje sastava koji pokreće izvršni producent Darko Hlupić povodom turneje Karlovačko live, a članovima koji su nastupali u Sax-u se pridružio bubnjar Dado Marinković koji je zajedno s Brkom i Berom nastupao u Gibonnijevom sastavu. Iz još uvijek nepoznatih razloga, u sastav nisu pozvani bivši bubnjar Dražen Scholz - Šolc iz neutvrđenih razloga iako se govorilo da Hus nije oprostio Šolcu jer je baš on radio solo album Akija Rahimovskog, nije pozvan ni basist Zvonimir Bučević - Buč. Za ovu priliku snimljene su i dvije nove pjesme: "Nakon svih godina" i "To sam stvarno ja".
Tijekom turneje Karlovačko live 2009. godine pune 9 dvorana u najvećim hrvatskim gradovima. Ruše rekord Zagrebačke Arene, a zbog ogromne posjećenosti u Varaždinu najavljuju još dva koncerta - u Bjelovaru i Čakovcu.
Nakon koncerata u Bjelovaru i Čakovcu, Dado Marinković se vraća u Gibonnijev sastav, a na mjesto bubnjara dolazi Damir Šomen, koji je i prije surađivao s Valjkom, i to na albumu Zastave, dok je Šolc imao zdravstvenih problema. Sastav preuzima menadžer Darko Hlupić te preuzima vođenje i organiziranje nastavka turneje po cijelome okružju.
Turneja se zatim nastavlja u Sloveniji i Bosni i Hercegovini kada posjećuju Ljubljanu, Maribor, Ajdovščinu, Zenicu, Mostar, Sarajevo, a kasnije i Celje te Tuzlu.
U ljeto 2010. godine izdaju pjesmu "Stvarno nestvarno" kojom najavljuju novi album.
Krajem ljeta 2010. godine najavljuju veliki koncert u Areni Beograd za 16. listopada iste godine, prvi nakon 22 godine. Taj koncert rasprodaju u samo mjesec dana te najavljuju još jedan, za dan poslije koji također rasprodaju, te ih na ta dva koncerta gleda više od 44.000 ljudi. Parni valjak je, nakon Zdravka Čolića, tek drugi izvođač koji drži dva vezana koncerta u Areni Beograd.
Nakon ogromnog uspjeha u Beogradu, Valjak najavljuje sljedeći koncert u Srbiji i to u novosadskom SPENS-u 17. prosinca 2010. godine, koji je za njihov koncert bio po prvi put rasprodan u maksimalnom kapacitetu.
Zanimljivo je da nakon četverogodišnje stanke sastav okreće sasvim drugu stranicu, s namjerom privlačenja mlađe publike, prvenstveno sa svojom novom mrežnom stranicom na koju stavljaju video uratke s koncerata te svoje nove pjesme za skidanje. Sve svoje aktivnosti objavljuju na društvenim stranicama Facebooku i Twitteru gdje ih prati više od 350.000 korisnika.

## Stvarno nestvarnoi do danas
Novi album izdaju sredinom 2011. godine pod nazivom Stvarno nestvarno, kojeg promoviraju velikom turnejom po Hrvatskoj, pod nazivom "Vjeruj, tu sam čovjek!". Tom turnejom istodobno potiču volontiranje mladih, a organizirana je uz pomoć DM Hrvatska.
Nakon velike turneje po Hrvatskoj, najavljuju dva akustična koncerta u beogradskom Sava centru, no, pošto bivaju rasprodana u rekordnom roku, dogovaraju još tri uzastopna koncerta. Ubrzo nakon toga najavljuju koncert iste produkcije u novosadskom SPENS-u.
Zanimljivo je da je album izdan samo u elektronskom obliku, a mogao se skinuti s njihove mrežne stranice pomoću bar koda s koncertnih ulaznica.
Početkom 2013. godine objavljuju singl "Samo da znaš" koji ruši sve rekorde, te se na prvom mjestu službene nacionalne liste radijskog emitiranja domaćih singlova zadržava 8 tjedana za redom. Singl najavljuje album Nema predaje čije luksuzno limitirano izdanje izlazi 10. lipnja, dok 11. listopada iste godine izlazi i jednostruka inačica.
Album promoviraju specijalnim "facebook" koncertima u zagrebačkoj Tvornici Kulture, te beogradskom Domu Omladine. Karte za koncert bile su besplatne, a do njih se moglo doći isključivo preko službene facebook aplikacije.
Povodom ulaska Hrvatske u Europsku uniju gostuju na poljskom radiju i televiziji, te održavaju veliki koncert na otvorenom u Wroclawu.
U studenom 2013. godine predstavljaju i spot za drugi singl s albuma "Tanki živci", te dobivaju Fender Megamuzika nagradu za najbolji sastav.

## Diskografija
U svom dugogodišnjem djelovanju Parni valjak je objavio 19 studijskih albuma, 41 singl, 6 albuma uživo i 11 kompilacija.

### Studijski albumi
- 1976. Dođite na show! (PGP RTB)
- 1977. Glavom kroz zid (Jugoton)
- 1979. Gradske priče (CBS/Suzy)
- 1979. City Kids (CBS)
- 1980. Vruće igre (CBS/Suzy)
- 1981. Vrijeme je na našoj strani (Suzy)
- 1983. Glavnom ulicom (Suzy)
- 1984. Uhvati ritam (Jugoton)
- 1985. Pokreni se! (Jugoton)
- 1987. Anđeli se dosađuju? (Jugoton)
- 1988. Sjaj u očima (Jugoton)
- 1990. Lovci snova Jugoton
- 1994. Buđenje (Esnaf/Croatia Records)
- 1997. Samo snovi teku uzvodno (Croatia Records)
- 2000. Zastave (Croatia Records/Košava)
- 2004. Pretežno sunčano? (Croatia Records/Master Music)
- 2011. Stvarno nestvarno (Esnaf)
- 2013. Nema predaje (Croatia Records)
- 2018. Vrijeme (Croatia Records)

### Albumi uživo
- 1982. Koncert – Live '82 (Suzy)
- 1986. E=mc² (Jugoton)
- 1991. Svih 15 godina (Croatia Records)
- 1995. Bez struje: Live in ZeKaeM (Croatia Records)
- 2001. Kao nekada: Live at S.C. (Croatia Records/Master Music)
- 2013. Nema predaje (2CD+DVD)
- 2017. Live in Pula (Croatia Records)

### Kompilacije
- 1985. Parni valjak (Suzy)
- 1991. Pusti nek' traje (Croatia Records)
- 1998. Balade (Hi-Fi Centar)
- 2005. Koncentrat 1977.-1983. (Hit Records/Suzy)
- 2005. Koncentrat 1984.-2005. (Croatia Records)
- 2009. The Ultimate Collection (Croatia Records)
- 2010. Najljepše ljubavne pjesme (Croatia Records)
- 2010. The Best Of (Muzički Magazin)
- 2015. Original Album Collection vol.1 (Croatia Records)
- 2015. Original Album Collection vol.2 (Croatia Records)
- 2017. Antologija (Croatia Records)
- 2022. Vrijeme ljubavi (Croatia Records)

### Video izdanja
- 1988. Koncert (VHS) (Jugoton)
- 1995. Bez struje: Live in ZeKaeM (VHS) (Croatia Records)
- 2002. 25 godina (DVD) (Croatia Records/Hrvatski telekom)
- 2005. Bez struje: Live in ZeKaeM (DVD+CD) (Croatia Records)
- 2012. Beogradska Arena Live (DVD) (PGP RTS)
- 2013. Nema predaje (2CD+DVD)
- 2017. Live in Pula (Croatia Records) (2CD+BD)

### Ostala izdanja
- 1990. Red Tab (Jugoton)
- 2000. Tuborg Promo CD (Croatia Records)
- 2000. 25 godina (Croatia Records)
- 2000. Tuborg Promo (Croatia Records)
- 2009. Karlovačko Live (Suzy/Esnaf)
- 2010. Live OTP (Suzy/Esnaf)
- 2013. Sound of Amstel Premium (Jugoton-Croatia Records)

### Singlovi
- 1976. "Parni valjak" (Alta/PGP RTB)
- 1976. "Tako prođe tko ne pazi kad ga Parni valjak zgazi" (PGP RTB)
- 1976. "Ljubavni jadi jednog Parnog valjka" (PGP RTB)
- 1976. "Prevela me mala žednog preko vode" (PGP RTB)
- 1977. "Oću da se ženim" (Jugoton)
- 1977. "Lutka za bal" (Jugoton)
- 1978. "Od motela do motela" (CBS/Suzy)
- 1979. "Stranica dnevnika" (Jugoton)
- 1981. "Neda" (Jugoton)
- 1982. "Moje dnevne paranoje" (Jugoton)
- 1983. "Ma 'ajde (gledaj stvari mojim očima)" (Jugoton)
- 1984. "Uhvati ritam" (Jugoton)
- 1984. "Ostani s njim" (Jugoton)
- 1985. "Ugasi me" (Jugoton)
- 1985. "'Ajde igraj" (Jugoton)
- 1986. "Gledam je dok spava" (Jugoton)
- 1987. "Jesen u meni" (Jugoton)
- 1987. "Anja" (Jugoton)
- 1988. "Moja je pjesma lagana" (Jugoton)
- 1989. "Prokleta nedjelja" (Jugoton)
- 1990. "Godine prolaze" (Jugoton)
- 1990. "Suzama se vatre ne gase" (Jugoton)
- 1990. "Vrijeme ljubavi" (Jugoton)
- 1991. "Kekec je slobodan, red je na nas" (Croatia Records)
- 1993. "Sve još miriše na nju" (Croatia Records)
- 1997. "Pepsi Promo" (Croatia Records)
- 2000. "Mir na jastuku" (Croatia Records)
- 2000. "Srcekrad" (Croatia Records)
- 2001. "Ugasi me (uživo)" (Croatia Records)
- 2002. "Tko nam brani" (Croatia Records)
- 2004. "Petak" (Croatia Records)
- 2005. "Prazno tijelo" (Croatia Records)
- 2009. "Nakon svih godina / To sam stvarno ja" (Croatia Records)
- 2010. "Stvarno nestvarno" (Esnaf)
- 2011. "Aleluja (Ja još vjerujem u nas)" (Esnaf)
- 2011. "Vjeruj" (Esnaf)
- 2013. "Samo da znaš" (Croatia Records)
- 2013. "Tanki živci" (Croatia Records)
- 2015. "Samo ti (Norma Belle)" (Croatia Records)
- 2016. "Za malo nježnosti" (Croatia Records)
- 2017. "Ljubav" (Croatia Records)
- 2018. "Kad nemaš kud" (Croatia Records)
- 2018. "Otkud ti pravo" (Croatia Records)

## Nagrade

### Porin
| Godina    | Kategorija                                          | Za                                     |
| --------- | --------------------------------------------------- | -------------------------------------- |
| 1995.     | Album godine                                        | Album "Buđenje"                        |
| 1995.     | Pjesma godine                                       | Pjesmu "Sve još miriše na nju"         |
| 1995.     | Najbolja vokalna izvedba (duet ili grupa s vokalom) | Pjesmu "Sve još miriše na nju"         |
| 1995.     | Najbolja vokalna suradnja                           | Pjesmu "Molitva" (s Dadom Topićem)     |
| 1995.     | Najbolja snimka albuma (izvan klasične glazbe)      | Album "Buđenje"                        |
| 1995.     | Producent godine (izvan klasične glazbe)            | Album "Buđenje"                        |
| 1995.     | Najbolja oprema albuma                              | Album "Buđenje"                        |
| Ukupno: 7 |                                                     |                                        |
| 1996.     | Album godine                                        | Za album "Bez struje - Live in ZeKaeM" |
| 1996.     | Najbolja izvedba grupe s vokalom                    | Za album "Bez struje - Live in ZeKaeM" |
| 1996.     | Najbolji video program                              | Za album "Bez struje - Live in ZeKaeM" |
| Ukupno: 3 |                                                     |                                        |
| 1997.     | Najbolje ponovno izdanje                            | Za album "Lovci snova"                 |
| Ukupno: 1 |                                                     |                                        |
| 1998.     | Najbolja izvedba grupe s vokalom                    | Za album "Samo snovi teku uzvodno"     |
| 1998.     | Najbolji aranžman                                   | Za album "Samo snovi teku uzvodno"     |
| Ukupno: 2 |                                                     |                                        |
| 2002.     | Najbolja izvedba grupe s vokalom                    | Za album "Kao nekada: Live at S.C."    |
| Ukupno: 1 |                                                     |                                        |
| 2006.     | Najbolja izvedba grupe s vokalom                    | Za pjesmu "Prazno tijelo"              |
| Ukupno: 1 |                                                     |                                        |
|           | Ukupno Porina: 15                                   |                                        |

### Ostalo
- 2005. Fender Megamuzika za 30 godina kontinuiranog rada
- 2005. Fender Megamuzika za cjelokupan doprinos rock glazbi u Hrvatskoj
- 2010. Indexi za koncertni događaj godine
- 2010. Prinčeva nagrada za najboljeg povratnika na scenu
- 2013. Fender Megamuzika za najbolji sastav[4]
- 2015. Nagrada Grada Zagreba, za najviše zasluge u promicanju društvenog života u gradu.[5]

## Zanimljivosti
- Branimir Johnny Štulić je bio član sastava tek 2 tjedna tijekom 1979. godine.
- 1987. godine Parni valjak postaje prvi sastav koji je napunio zagrebački Trg Republike (danas Trg Bana Josipa Jelačića)
- 1989. godine nastupaju na Zagreb Rock Forces zajedno s Prljavim Kazalištem, Jurom Stublić i grupom Film, te Psihomodo popom i to kao najjači, odnosno najpopularniji sastav.
- 13. svibnja 1990. godine Parni valjak organizira veliki koncert u zagrebačkom Domu Sportova, koji biva rasprodan, no zbog nereda na utakmici Dinamo – Crvena zvezda nitko nije došao na koncert, a sastav održava koncert pred praznom dvoranom.
- 31. prosinca 2005. godine održavaju svoj tek drugi koncert na Trgu bana Jelačića, i to oproštajni.
- 17. listopada 2010. Parni valjak postaje tek drugi izvođač koji uspjeva rasprodati dva vezana koncerta u Beogradskoj areni.
- 2013. godine singl "Samo da znaš" obara sve rekorde, te se na prvom mjestu nacionalne top liste zadržava punih 8 tjedana

## Vanjske poveznice
- Službene stranice Parnog valjka
- Parni valjak na Discogs (engl.)